# Xavier Mateu i Palau
Xavier Mateu i Palau (Terrassa, 17 de juliol de 1961) és un jugador d'escacs català. Els seus millors resultats individuals els va assolir en edat juvenil. Té el títol de Mestre de la FIDE.

## Resultats destacats en competició[calcitació]
El 1974 queda campíó infantil de Catalunya.
El 1977 queda subcampió d'Espanya per equips a Alacant.
El 1977 queda subcampió de Catalunya de Preferent Especial.
El juny de 1978 fou subcampió Absolut de Catalunya, rere Jordi Ayza.
El juliol de 1978 queda campió juvenil d'Espanya a Màlaga.
El setembre de 1978 participa en el Campionat del món juvenil a Graz, Àustria, però se'n va haver de retirar (el campió fou: Serguei Dolmatov).
El desembre de 1978 queda 10è al Campionat d'Europa Juvenil a Groningen, Països Baixos (el campió fou Shaun Taulbut).
L'abril de 1979 queda 2n del Torneig Internacional de Sant Sebastià, rere del GM Juan Manuel Bellón.
L'agost de 1979 queda 30è en el Campionat del Món Juvenil a Skien, Noruega.
El desembre de 1979 fa d'entrenador de Manuel Rivas al Campionat d'Europa Juvenil a Groningen, Països Baixos.
El 1980 quedà novament 2n al Campionat de Catalunya, rere Àngel Martín.
El 1981 fou Campió de Catalunya absolut.
El 1983 guanya el IX Obert Internacional de Badalona (en aquell moment un dels oberts més importants d'Espanya, amb 224 participants), per davant d'Alexandre Pablo Marí i de Joan Pomés Marcet.
El 1985 quedà primer classificat al Circuit Català, després de grans actuacions a l'Hospitalet de l'Infant, Sitges, Badalona, Berga i Manresa. A l'Obert de Sitges hi fou tercer (el campió fou FJ Ochoa), Just després abandona els escacs per dedicar-se a l'arquitectura i juga els torneigs per equips defensant el Club d'escacs de Sitges.
El 1993 aconsegueix una norma de Gran Mestre en quedar 2n al Torneig Internacional de Sitges, jugant amb 5 Grans Mestres amb brillants victòries contra Mihail Marin i Mihail Suba.